# Rigas Feraios
Rigas Feraios (grško: Ρήγας Φεραίος ali Rhegas Pheraeos) ali Velestinlis (Βελεστινλής ali Velestinles) (1757 - 24. junij 1798) je bil grški pisatelj, politični filozof in revolucionar, ki je deloval predvsem v sodobnem grškem razsvetljenstvu. Grki se ga spominjajo kot narodnega junaka, žrtev balkanskega upora proti Osmanskem Cesarstvu in pionirja grške osamosvojitvene vojne.